# Maria-viuvinha
Caça-moscas-de-filamentos ou maria-viuvinha (Colonia colonus) é uma ave passeriforme da família dos tiranídeos, que ocorre nas matas das Guianas e Equador até a Bolívia e Paraguai e, de forma local, no Brasil. Tais aves possuem plumagem negra com boné, nuca e uropígio brancos e cauda com retrizes medianas muito longas. Também são conhecidas pelos nomes de lavandeira-de-nossa-senhora, viúva e vivuinha.

## Sub-espécies
C. c. colonus
C. c. fuscicapillus
C. c. leuconotus
C. c. niveiceps
C. c. poecilonotus